# العلاقات البيروية المارشالية
العلاقات البيروفية المارشالية هي العلاقات الثنائية التي تجمع بين بيرو وجزر مارشال.

## مقارنة بين البلدين
هذه مقارنة عامة ومرجعية للدولتين:
| وجه المقارنة                                              | بيرو                                   | جزر مارشال                     |
| --------------------------------------------------------- | -------------------------------------- | ------------------------------ |
| المساحة (كم2)                                             | 1.29 مليون                             | 181                            |
| عدد السكان (نسمة)                                         | 32.16 مليون                            | 53.13 ألف                      |
| الكثافة السكانية (ن./كم²)                                 | 24.93                                  | 29.35 ألف                      |
| العاصمة                                                   | ليما                                   | ماجورو                         |
| اللغة الرسمية                                             | اللغة الإسبانية، اللغة الأيمرية، كتشوا | لغة إنجليزية، اللغة المارشالية |
| العملة                                                    | سول بيروفي جديد                        | دولار أمريكي                   |
| الناتج المحلي الإجمالي (بليون دولار)                      | 211.39 مليار                           | 199.40 مليون                   |
| الناتج المحلي الإجمالي (تعادل القوة الشرائية) بليون دولار | 393.13 مليار                           | 207.25 مليون                   |
| الناتج المحلي الإجمالي الاسمي للفرد دولار أمريكي          | 6.03 ألف                               | 3.38 ألف                       |
| الناتج المحلي الإجمالي للفرد دولار أمريكي                 | 11.99 ألف                              | 3.80 ألف                       |
| مؤشر التنمية البشرية                                      | 0.740                                  |                                |
| رمز المكالمات الدولي                                      | +51                                    | +692                           |
| رمز الإنترنت                                              | .pe                                    | .mh                            |
| المنطقة الزمنية                                           | توقيت بيرو، 00                         | ت ع م+12:00                    |

## منظمات دولية مشتركة
يشترك البلدان في عضوية مجموعة من المنظمات الدولية، منها:
| علم المنظمة | اسم المنظمة                   | تاريخ انضمام بيرو | تاريخ انضمام جزر مارشال |
| ----------- | ----------------------------- | ----------------- | ----------------------- |
|             | البنك الدولي للإنشاء والتعمير | 31 ديسمبر 1945    | 21 مايو 1992            |
|             | يونسكو                        | 21 نوفمبر 1946    | 30 يونيو 1995           |
|             | الاتحاد الدولي للاتصالات      | 12 يوليو 1915     | 22 فبراير 1996          |
|             | مؤسسة التمويل الدولية         | 20 يوليو 1956     | 23 سبتمبر 1992          |
|             | منظمة الشرطة الجنائية الدولية | ?                 | ?                       |
|             | الأمم المتحدة                 | 31 أكتوبر 1945    | 17 سبتمبر 1991          |
|             | مؤسسة التنمية الدولية         | 30 أغسطس 1961     | 19 يناير 1993           |
|             | منظمة حظر الأسلحة الكيميائية  | ?                 | ?                       |

## وصلات خارجية
- موقع وزارة الخارجية البيروفية